# Limington (Maine)
Limington es un pueblo ubicado en el condado de York en el estado estadounidense de Maine. En el Censo de 2010 tenía una población de 3.713 habitantes y una densidad poblacional de 33,12 personas por km².

## Geografía
Limington se encuentra ubicado en las coordenadas 43°44′42″N 70°42′11″O / 43.74500, -70.70306. Según la Oficina del Censo de los Estados Unidos, Limington tiene una superficie total de 112.11 km², de la cual 108.57 km² corresponden a tierra firme y (3.15%) 3.54 km² es agua.

## Demografía
Según el censo de 2010, había 3.713 personas residiendo en Limington. La densidad de población era de 33,12 hab./km². De los 3.713 habitantes, Limington estaba compuesto por el 96.63% blancos, el 0.22% eran afroamericanos, el 0.43% eran amerindios, el 0.48% eran asiáticos, el 0.13% eran isleños del Pacífico, el 0.32% eran de otras razas y el 1.78% pertenecían a dos o más razas. Del total de la población el 1.19% eran hispanos o latinos de cualquier raza.